# Gál J. Zoltán
Gál J. Zoltán (Budapest, 1973. május 3. –) magyar politikus, a Magyar Szocialista Párt tagja, újságíró. Gál Zoltán szocialista politikus, országgyűlési képviselő fia.

## Pályája

### Tanulmányai
Érettségit 1991-ben a budapesti Berzsenyi Dániel Gimnáziumban szerzett. Ezt követően a Magyar Újságírók Országos Szövetsége Bálint György Újságíró Iskoláját végezte el. Később, politikusi pályája során a jobboldali médiában visszatérően támadások érték, amiért nem volt felsőfokú végzettsége. 2002-től az Eötvös Loránd Tudományegyetem Szociológiai Intézetében tanul szociálpolitika szakán, illetve a szegedi József Attila Tudományegyetemen, kommunikáció szakon.

### Újságírói pályája
Újságíróként a Népszabadságnál, a Magyar Hírlapnál és a Népszavánál is dolgozott. A Népszavánál főszerkesztő-helyettesi posztig jutott, amelyet 2001-ig töltött be, amikor elhagyta az újságírói pályát.

### Politikusi pályája
Édesapja (Gál Zoltán) 1990 óta megszakítás nélkül az MSZP országgyűlési képviselője volt, mikor Zoltán 2001-ben áttért a politikusi pályára. Először Medgyessy Péter kampánycsapatának tagja volt, a miniszterelnök-jelölt szóvivője és tanácsadója volt és tartotta a kapcsolatot a médiával. A 2002-es választáson az MSZP országos listájáról az Országgyűlésbe jutott és egyben a Medgyessy Péter kommunikációs főnöke lett.
2004. augusztus 2-án Medgyessy menesztette, de napokon belül megbukott maga a miniszterelnök is. Gál J., aki a sajtótudósítások szerint már korábban is jó kapcsolatban volt a szintén menesztett sportminiszterrel, Gyurcsány Ferenccel, a Miniszterelnöki Hivatal (MEH) politikai államtitkárként tért vissza a kormányba, miután 2004. október 4-én Gyurcsány vette át a kormánybotot.
A miniszterelnök szűk környezetében volt, amikor a 2006-os választásokon Gyurcsányt újraválasztották és Gál J. is újabb országgyűlési mandátumot szerzett. A második Gyurcsány-kormányban államtitkári pozíciót kapott a MEH-ben.

#### Lemondása
2008. január 21-én azt jelentették be, hogy Gál J. családi okokra (Domokos fia születésére) hivatkozva felmentését kérte államtitkári pozíciójából, melyben utódja Ficsor Ádám lett. Noha a miniszterelnök blogjában mély barátságukról beszélt, egyes sajtótudósítások szerint politikai viszonyuk megromlott és Gál J. kritikusai közt volt a befolyásos Kiss Péter kancelláriaminiszter is. 2010-2017 között a Vasárnapi Hírek című hetilap főszerkesztője volt.